# Fernando Paes
Fernando António Cerqueira da Silva Paes, född 24 maj 1907 i Lissabon, död 19 maj 1972 i Lissabon, var en portugisisk ryttare.
Paes blev olympisk bronsmedaljör i dressyr vid sommarspelen 1948 i London.